# Klyxum rotundum
Klyxum rotundum is een zachte koraalsoort uit de familie Alcyoniidae. De koraalsoort komt uit het geslacht Klyxum. Klyxum rotundum werd in 1931 voor het eerst wetenschappelijk beschreven door Thomson & Dean. 